# Joseph Bennet Hachey
Pour les articles homonymes, voir Bennet et Hachey.
Joseph Bennet Hachey (1877-1953) est un marchand et un homme politique canadien.

## Biographie
Joseph Bennet Hachey est né le 3 mars 1877 à Bathurst, au Nouveau-Brunswick. Son père est John J.S. Bennet et sa mère est Lucy Doucet. Il épouse Sarah Kelly le 7 novembre 1938 et le couple a cinq enfants.
Il est député du Gloucester à l'Assemblée législative du Nouveau-Brunswick de 1912 à 1917 en tant que conservateur.
Il est mort en 1953.